# Krzywokleszcz
Krzywokleszcz (niem. Neuvorwerk (Schwerin)) – osada śródleśna w Polsce położona w województwie lubuskim, w powiecie międzyrzeckim, w gminie Bledzew. Miejscowość wchodzi w skład sołectwa Zemsko.
W latach 1975–1998 miejscowość położona była w województwie gorzowskim.